# كيسي غريلو
كيسي غريلو (بالإنجليزية: Casey Grillo)‏ هو طبال أمريكي، ولد في 16 أكتوبر 1976 في إنيد في الولايات المتحدة.

## وصلات خارجية
- كيسي غريلو على موقع IMDb (الإنجليزية)
- كيسي غريلو على موقع ميوزك برينز (الإنجليزية)
- كيسي غريلو على موقع أول ميوزيك (الإنجليزية)
- كيسي غريلو على موقع ديسكوغز (الإنجليزية)